# WCT Finals
Le WCT Finals (Finali WCT in italiano) sono state il torneo di fine anno di tennis del circuito World Championship Tennis. L'evento si disputava a Dallas su un campo sintetico indoor. Nel 1971 i quarti di finale e le semifinali si giocarono a Houston e la finale al Moody Coliseum di Dallas. Le edizioni tra il 1972 e il 1979 si giocarono al Moody Coliseum, quelle tra il 1980 e il 1989 al Reunion Arena. Nel 1974 questo torneo fu il primo ad utilizzare un sistema elettronico che aiutava il giudice di sedia.
La prima edizione del 1971 si giocò a novembre, pochi giorni prima dei Masters, che faceva parte del circuito rivale: il Grand Prix. Per le richieste presentate dalle TV la seconda edizione si giocò nel maggio del 1972 e le seguenti si disputarono nei mesi di marzo, aprile o maggio.
Nel novembre del 1972 si disputò una seconda edizione del torneo al Palazzo dello Sport di Roma, che presentava però un montepremi dimezzato rispetto alle precedenti WCT Finals. Il montepremi del vincitore, Arthur Ashe, fu di 25 000 dollari contro i 50 000 dollari vinti da Ken Rosewall a maggio. Dieci anni dopo si disputarono tre edizioni dello stesso torneo in una sola stagione: la più importante a Dallas, le altre in autunno a Napoli e la terza nel gennaio del 1983 a Detroit.

## Albo d'oro

### Singolare

#### Finals principali
| Anno | Vincitore        | Finalista       | Punteggio               |
| ---- | ---------------- | --------------- | ----------------------- |
| 1971 | Ken Rosewall     | Rod Laver       | 6–4, 1–6, 7–6, 7–6      |
| 1972 | Ken Rosewall     | Rod Laver       | 4–6, 6–0, 6–3, 6–7, 7–6 |
| 1973 | Stan Smith       | Arthur Ashe     | 6–3, 6–3, 4–6, 6–4      |
| 1974 | John Newcombe    | Björn Borg      | 4–6, 6–3, 6–3, 6–2      |
| 1975 | Arthur Ashe      | Björn Borg      | 3–6, 6–4, 6–4, 6–0      |
| 1976 | Björn Borg       | Guillermo Vilas | 1–6, 6–1, 7–5, 6–1      |
| 1977 | Jimmy Connors    | Dick Stockton   | 6–7, 6–1, 6–4, 6–3      |
| 1978 | Vitas Gerulaitis | Eddie Dibbs     | 6–3, 6–2, 6–1           |
| 1979 | John McEnroe     | Björn Borg      | 7–5, 4–6, 6–2, 7–6      |
| 1980 | Jimmy Connors    | John McEnroe    | 2–6, 7–6, 6–1, 6–2      |
| 1981 | John McEnroe     | Johan Kriek     | 6–1, 6–2, 6–4           |
| 1982 | Ivan Lendl       | John McEnroe    | 6–2, 3–6, 6–3, 6–3      |
| 1983 | John McEnroe     | Ivan Lendl      | 6–2, 4–6, 6–3, 6–7, 7–6 |
| 1984 | John McEnroe     | Jimmy Connors   | 6–1, 6–2, 6–3           |
| 1985 | Ivan Lendl       | Tim Mayotte     | 7–6, 6–4, 6–1           |
| 1986 | Anders Järryd    | Boris Becker    | 6–7, 6–1, 6–1, 6–4      |
| 1987 | Miloslav Mečíř   | John McEnroe    | 6–0, 3–6, 6–2, 6–2      |
| 1988 | Boris Becker     | Stefan Edberg   | 6–4, 1–6, 7–5, 6–2      |
| 1989 | John McEnroe     | Brad Gilbert    | 6–3, 6–3, 7–6           |

#### Finals secondarie
| Edizione    | Città   | Vincitore   | Finalista       | Punteggio               |
| ----------- | ------- | ----------- | --------------- | ----------------------- |
| Winter 1972 | Roma    | Arthur Ashe | Bob Lutz        | 6–2, 3–6, 6–3, 3–6, 7–6 |
| Fall 1982   | Napoli  | Ivan Lendl  | Wojciech Fibak  | 6–4, 6–2, 6–1           |
| Winter 1982 | Detroit | Ivan Lendl  | Guillermo Vilas | 7–5, 6–2, 2–6, 6–4      |

### Doppio
| Anno | Campioni                   | Finalisti                       | Punteggio |
| ---- | -------------------------- | ------------------------------- | --------- |
| 1985 | John McEnroe Peter Fleming | Mark Edmondson Sherwood Stewart | 6–3, 6–1  |